# Kungsvatten

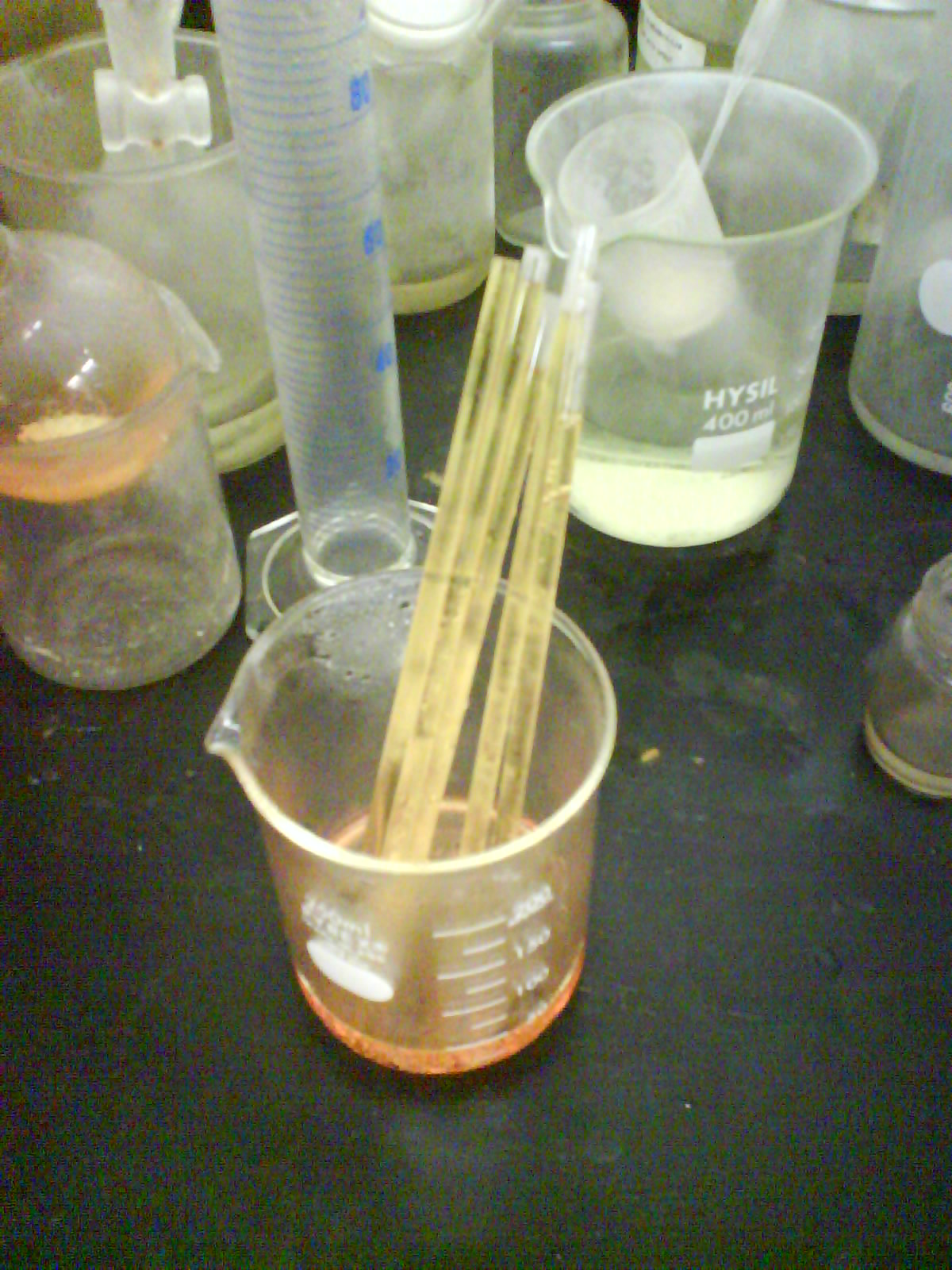
Kungsvatten

Kungsvatten eller aqua regis (även benämnt aqua regia), är en blandning av salpetersyra och saltsyra, båda i koncentrerad form och vanligen i volymförhållandet 1:3, ibland 1:4. Denna blandning har den unika förmågan att lösa upp både guld och platina, som är motståndskraftiga mot rena syror.
Kungsvatten är genomskinligt och ryker men blir direkt några sekunder efter blandningen rödgult. Röken uppstår genom att salpetersyran, HNO3 reagerar med saltsyran, HCl, varvid bildas en gul gas nitrosylklorid, NOCl och klorgas, Cl2 som också är gulaktig. Därjämte bildas vatten, H2O som späder kungsvattnet. Kungsvatten är sålunda en färskvara, som bör tillverkas nära användningstillfället. Röken är frätande på metallföremål i dess väg och är ohälsosam att inandas. Skyddshandskar av PVC kan användas kortvarigt, men blir genombrutna efter omkring 2 timmar. 
{\displaystyle {\rm {HNO_{3}+3\ HCl\rightarrow \ NOCl+\ Cl_{2}+2\ H_{2}O}}}
Salpetersyra och saltsyra förmår inte att var för sig lösa upp guld. Salpetersyra är en stark oxidant och kan förvisso lösa upp en knappt mätbar mängd guld, men lösningen blir mycket snabbt mättad. Saltsyran tillför joner av klor, som reagerar med guldjonerna och binder upp dem i form av den komplexa kloroauratjonen (AuCl4)−, som är stabil. Därmed kan salpetersyran fortsätta att lösa upp guldet.
Ibland påstås att kungsvatten inte skulle kunna lösa andra metaller än guld (och möjligen platina). Detta är fel, eftersom i stort sett samtliga metaller kan lösas av saltsyra eller salpetersyra var för sig, och blandningen kungsvatten har samma egenskap. Som undantag biter kungsvatten inte alls på iridium, och rutenium är ganska motståndigt mot kungsvatten.
Ett annat felaktigt påstående är att kungsvatten skulle kunna användas för att avgöra huruvida en viss metall är guld, "kungen av metallerna". Misstaget torde bero på en förväxling med egenskaperna hos salpetersyra (som kallats skedvatten) som lätt löser silver men inte guld.

## Användningsområden
- Vid analytiska procedurer
- Rengöring av glasbehållare.
- I blandningsförhållandet 1:1 vid etsning av metall och elfenben.
- Raffinering av ädelmetallskrot
- Rengöring av lödstället vid svår lödning (otillåtet i elektrisk utrustning)

## Tidigare användningsområden
I äldre tider användes kungsvatten som medicinsk behandlingsmetod mot bland annat följande åkommor:
- Leversjukdomar (gulsot, hepatit)
- Rödsot (dysenteri)
- Skörbjugg
- Svullen mjälte
- Gammal syfilis
- "Körtlar i tarmkäxet"
- Diverse kroniska hudsjukdomar

Metoderna var helbad och fotbad vid temperaturen 30…32 °C. Koncentrationen var att man för vatten med volym lämplig för fotbad använde 25…50 gram kungsvatten. För behandling av leversjukdomar kunde man lägga en kompress, indränkt med starkt utspätt kungsvatten, utanpå huden i närheten av levern.
Biverkningar var stark avfjällning av huden, sur smak i munnen, ökad salivavsöndring, magsmärtor och diarré.
Medicinsk användning av kungsvatten är numera helt övergiven.